# Lucilia caesarina
Lucilia caesarina är en tvåvingeart som först beskrevs av Giovanni Antonio Scopoli 1763.  Lucilia caesarina ingår i släktet Lucilia och familjen spyflugor.
Artens utbredningsområde är Slovenien. Inga underarter finns listade i Catalogue of Life.